# نادي فيكينغور
نادي فيكينغور لكرة القدم (بالآيسلندية: Knattspyrnufélagið Víkingur)‏ نادي كرة قدم أيسلندي يلعب في دوري الدرجة الأولى. تم تأسيس النادي في سنة 1908.